# Deism
Deismul este o orientare filozofică-religioasă din secolele XVII-XVIII, care recunoștea existența lui Dumnezeu numai ca o cauză primară, impersonală a lumii, negând ideea întruchipării lui Dumnezeu într-o persoană și teza intervenției acestuia în viața naturii și a societății.
Deistul admite existența unui Dumnezeu, sau unei ființe supreme, dar neagă religiile, bazându-și convingerile numai pe lumina primită de la natură, trecută prin filtrul rațiunii. 
Deiști renumiți au fost: Voltaire,Benjamin Franklin, Thomas Jefferson, Napoleon I ș.a.
Deismul susține că numai folosind corect rațiunea, omul poate ajunge la o religie naturală sau rațională, capabilă să treacă dincolo de mesajele revelațiilor divine. Deismul se bazează pe mai multe principii, primul dintre ele fiind cel al existenței unei divinități, a cărei
existență, susțin deiștii, poate fi afirmată având în vedere ordinea și perfecțiunea Universului. Este vorba deci de o divinitate creatoare. Credința în acest Dumnezeu este cea mai importantă pentru deiști și nu diferitele servicii religioase. Din acest motiv, ei nu cred în preoți, biserici și texte sacre. 
Deiștii susțin că omul singur nu poate cunoaște binele și răul. Cunoașterea acestora, care constituie o adevărată știință teologică, devine posibilă doar dacă se acceptă ideea că divinitatea a elaborat legi și principii etice, a căror respectare este obligatorie pentru toți indivizii societății. Concepția deistă, născută într-o epocă de mari bătălii religioase, susține că numai folosind rațiunea se poate pune capăt diferitelor controverse religioase, și ca atare, se poate ajunge la acea unitate religioasă pe care, mai ales iluminiștii, o interpretau ca fiind singura modalitate de a uni toate ființele umane într-o religie unică.

## Deismul în concepția iluministă
Iluminismul pe plan religios a plecat de la premisa lui Diderot: singura datorie a omului, este aceea de a fi fericit. Pentru deiști Dumnezeu este un ceasornicar care a creat un univers mecanic, după care l-a întors și l-a lăsat să funcționeze pe vecie.